# هاناوكا سيشو
هاناوكا سيشو (華岡 青洲، 23 أكتوبر 1760 - 21 نوفمبر 1835) هو جراح ياباني من فترة إيدو ذو معرفة ودراية بطب الأعشاب الصيني، بالإضافة إلى التقنيات الجراحية الغربية التي تعلمها من خلال رانغاكو (التي تعني حرفيًا «التعلم الهولندي»، وعلى نطاق أوسع «التعلم الغربي»). يُقال أيضًا إن هاناوكا أول من نجح في إجراء عملية جراحية باستخدام التخدير العام.

## لمحة تاريخية
درس هاناوكا الطب في كيوتو، وأصبح طبيبًا ممارسًا في مقاطعة واكاياما، التي تقع على مقربة من أوساكا، مسقط رأسه. تعلم هاناوكا سيشو الطب الياباني التقليدي فضلًا عن الجراحة الأوروبية المستمدة من هولندا. اقتصرت النصوص الطبية الأجنبية في ذلك العصر على عدد قليل للغاية من الأعمال التي استطاعت الوصول إلى اليابان، نظرًا إلى سياسة العزل التي فرضتها الدولة في ساكوكو. تسبب هذا في الحد من تعرض هاناوكا وغيره من الأطباء اليابانيين ودرايتهم بالتطورات الطبية الغربية.
من الممكن القول إن هاناوكا أبرز جراح ياباني من فترة إيدو، وقد اشتُهر بجمعه بين الجراحة اليابانية والهولندية بالإضافة إلى إدخاله التقنيات الجراحية الحديثة إلى اليابان. تمكن هاناوكا من إجراء عمليات جراحية ناجحة للقيلة المائية والناسور الشرجي، واستطاع حتى إجراء بعض أنواع الجراحة التجميلية بنجاح. كان هاناوكا أول جراح في العالم في استخدام التخدير العام من أجل الجراحة، بالإضافة إلى أنه أول من تجرأ على إجراء عمليات جراحية لسرطانات الثدي والبلعوم الفموي، وإزالة العظام المتنخرة وبتر الأطراف في اليابان.

## إرثه
على الرغم من نجاحه في مساعدة العديد من مرضاه، فمن الواضح عدم امتلاك هاناوكا أي تأثير على تطور التخدير العام في بقية العالم. أدت سياسة العزل الوطني التي اتبعها نظام شوغونية توكوغاوا إلى منع تعميم إنجازات هاناوكا والحد دون انتشارها حتى انتهاء العزل في عام 1854. بحلول ذلك الوقت، نجح الأطباء والعلماء الأوروبيون والأمريكيون بالفعل في تطوير العديد من التقنيات المختلفة المستخدمة في التخدير العام وبشكل مستقل عن هاناوكا. مع ذلك، أدخلت الجمعية اليابانية لأطباء التخدير تمثيلًا لزهرة مجد الصباح الكورية في شعارها تكريمًا منها لعمل هاناوكا الرائد.
شهد منزل هاناوكا في مسقط رأسه (ناغا – تشو، كينوكاوا، واكاياما) جهودًا فاعلة للحفاظ عليه. يحتوي المنزل على عدد من المعارض التفاعلية باللغتين اليابانية والإنكليزية. يقع المنزل على مقربة من إحدى كليات التمريض، ويبدي العديد من الأطباء والممرضين المدربين محليًا تقديرهم لهاناوكا وأعماله.